# Ласки птицы
«Ласки птицы» (фр. La Caresse d'un oiseau) — скульптура Жоана Миро, сделанная в 1967 году на его студии на Пальме де Мальорка. На данный момент является частью постоянной коллекции Фонда Жоана Миро.

## История
Первый вариант этой скульптуры относится к ранним объектным скульптурам, которые художник делал в Монт-роч-дель-Камп из подручных материалов. В середине 1960-х годов стало ясно, что оригинальная скульптура разрушается, и она была воссоздана в бронзе в Париже. Миро лично проверял фактуру бронзы и патину на ней, что он считал очень важным.

## Описание
В этой юмористической скульптуре легко определить объекты, которые послужили основой. Размеры «Ласки птицы» — более 3 метров в высоту, более метра в ширину, но лишь 38 сантиметров в глубину. Материал, бронза, покрыт яркими красками. Среди использованных объектов, ныне отлитых в бронзе — туалетное сиденье и гладильная доска как основа тела и ног, пара миниатюрных футбольных мячей, использованных для изображения женских ягодиц, черепаший панцирь, представляющий женские половые органы, и соломенная шляпа для ослов в качестве головы. Искусствоведы описывали скульптуру как «тотем женской сексуальности».